# Mediterranean Sundance
Pistes de Elegant Gypsy
Midnight Tango Race with Devil on Spanish Highway
Mediterranean Sundance est le troisième morceau d'Elegant Gypsy (1977), le deuxième album du guitariste Al Di Meola.
Ce morceau, tout comme Lady Of Rome, Sister Of Brazil, est entièrement acoustique. Mais contrairement à Lady Of Rome… qui est un solo d'Al Di Meola, Mediterranean Sundance est un duo avec le guitariste flamenco Paco de Lucía.
D'une durée de 5 minutes 13 secondes, ce complexe et captivant morceau entremêle jazz et influence flamenco.

## Autres versions
Mediterranean Sundance est également joué en trio par Di Meola avec Paco de Lucía et John McLaughlin, comme on peut l'entendre sur Friday Night in San Francisco.
D'autres musiciens ont également enregistré ce morceau, notamment :
- Larry Coryell sur Return (1979)
- Luciano Pavarotti sur Pavarotti & Friends for War Child (1996)
- le Rosenberg trio sur Sueños Gitanos (2001)